# ミス・ユニバース1991
ミス・ユニバース1991（Miss Universe 1991、第40回ミス・ユニバース世界大会）は、1991年5月17日にアメリカ合衆国ネバダ州ラスベガスのアラジン・シアターで開催された。メキシコのルピタ・ジョーンズが優勝し、ノルウェーのモナ・グルートから栄冠を授けられた。73か国の代表が競った。日本からは山本亜津子が出場した。

## 最終結果

### 入賞者
| 最終結果             | 参加者 |
| -------------------- | --- |
| ミス・ユニバース1991 | - メキシコ – ルピタ・ジョーンズ（Lupita Jones） |
| 第2位                | - オランダ – パウリエン・ホイジンガ（Paulien Huizinga） |
| 第3位                | - ソビエト連邦 – ユリア・レミゴバ（Julia Lemigova） |
| トップ6              | - ジャマイカ – キンバリー・メイス（Kimberley Mais） - ベネズエラ – ジャクリーン・ロドリゲス（Jackeline Rodríguez） - アメリカ – ケリ・マッカーティ（Kelli McCarty） |
| トップ10             | - キュラソー – ジャクリーン・クリガー - パラグアイ – ヴィヴィアン・ベニテス - フランス – マレバ・ジョルジュ - ユーゴスラビア – ナターシャ・パブロビッチ             |

### 特別賞
- アメリカ領ヴァージン諸島 - ミス・コンジニアリティ（モニーク・リンゼイ）
- アイルランド - ミス・フォトジェニック（シオバン・マクラファティ）
- コロンビア - ベスト・ナショナル・コスチューム（マリベル・グティエレス）